# Edgar Davids
Edgar Steven Davids (n. 13 martie 1973, Paramaribo, Surinam) este un fost fotbalist și antrenor neerlandez de fotbal, a evoluat pe postul de mijlocaș.
El și-a început cariera la echipa neerlandeză Ajax Amsterdam, cu care a semnat pentru prima dată la 18 ani. A mai jucat în cariera sa la cluburi mari ca AC Milan, Juventus Torino, FC Barcelona, Inter Milano și Tottenham Hotspur.
Edgar Davids a fost selecționat de 74 de ori la naționala Țărilor de Jos, marcând 6 goluri. În componența Țărilor de Jos el a evoluat la un Campionat Mondial și la 3 Campionate Europene de fotbal. 
Părul său cu șuvițe și ochelarii pe care-i purta în timpul meciurilor de fotbal din cauza glaucomei, au făcut ca el să fie unul din cei mai ușor recunoscuți fotbaliști. Edgar Davids a fost unul din fotbaliștii aleși de Pelé în FIFA 100, o listă a celor mai buni fotbaliști în viață.

## Palmares

### Club
Ajax
- Eredivisie (3): 1993–94, 1994–95, 1995–96
- KNVB Cup (2): 1992–93, 2006–07
- Johan Cruijff Schaal (4): 1993, 1994, 1995, 2007
- UEFA Champions League (1): 1994–95
- Cupa UEFA (1): 1991–92
- Supercupa Europei (1): 1995
- Cupa Intercontinentală (1): 1995

Juventus
- Serie A (3): 1997–98, 2001–02, 2002–03
- Supercoppa Italiana (2): 2002, 2003
- Cupa UEFA Intertoto (1): 1999

Internazionale
- Coppa Italia (1): 2004–05

### Individual
- Euro 2000: ales în echipa perfectă a turneului
- Campionatul Mondial de Fotbal 1998: ales în All-Star Team
- BNOC of the Year 2007-2008

## Statistici de jucător

### Club
|           |                   |                    | Campionat | Campionat | Cupă         | Cupă         | Cupa Ligii      | Cupa Ligii      | Continental | Continental | Total   | Total  |
| Sezon     | Club              | Campionat          | Meciuri   | Goluri    | Meciuri      | Goluri       | Meciuri         | Goluri          | Meciuri     | Goluri      | Meciuri | Goluri |
| Olanda    | Olanda            | Olanda             | Campionat | Campionat | KNVB Cup     | KNVB Cup     | Cupa Ligii      | Cupa Ligii      | Europa      | Europa      | Total   | Total  |
| --------- | ----------------- | ------------------ | --------- | --------- | ------------ | ------------ | --------------- | --------------- | ----------- | ----------- | ------- | ------ |
| 1991–92   | Ajax              | Eredivisie         | 13        | 2         | -            | -            | -               | -               | 3           | 0           | 16      | 2      |
| 1992–93   | Ajax              | Eredivisie         | 28        | 4         | 5            | 5            | -               | -               | 8           | 3           | 42      | 12     |
| 1993–94   | Ajax              | Eredivisie         | 15        | 2         | 1            | 0            | -               | -               | 5           | 2           | 21      | 4      |
| 1994–95   | Ajax              | Eredivisie         | 22        | 5         | 2            | 0            | -               | -               | 7           | 0           | 31      | 5      |
| 1995–96   | Ajax              | Eredivisie         | 28        | 7         | 6            | 0            | -               | -               | 11          | 1           | 45      | 8      |
| Italia    | Italia            | Italia             | Campionat | Campionat | Coppa Italia | Coppa Italia | Cupa Ligii      | Cupa Ligii      | Europa      | Europa      | Total   | Total  |
| 1996–97   | Milan             | Serie A            | 15        | 0         | -            | -            | -               | -               | 4           | 1           | 19      | 1      |
| 1997–98   | Milan             | Serie A            | 4         | 0         | 6            | 1            | -               | -               | -           | -           | 10      | 1      |
| 1997–98   | Juventus          | Serie A            | 20        | 1         | 9            | 1            | -               | -               | 5           | 0           | 34      | 2      |
| 1998–99   | Juventus          | Serie A            | 27        | 2         | 6            | 1            | -               | -               | 9           | 0           | 42      | 3      |
| 1999–2000 | Juventus          | Serie A            | 27        | 1         | 11           | 2            | -               | -               | 4           | 0           | 42      | 3      |
| 2000–01   | Juventus          | Serie A            | 26        | 1         | 4            | 0            | -               | -               | 5           | 0           | 35      | 1      |
| 2001–02   | Juventus          | Serie A            | 28        | 2         | 2            | 0            | -               | -               | 9           | 0           | 39      | 2      |
| 2002–03   | Juventus          | Serie A            | 26        | 1         | -            | -            | -               | -               | 15          | 1           | 41      | 2      |
| 2003–04   | Juventus          | Serie A            | 5         | 0         | -            | -            | -               | -               | 5           | 0           | 10      | 0      |
| Spania    | Spania            | Spania             | Campionat | Campionat | Copa del Rey | Copa del Rey | Copa de la Liga | Copa de la Liga | Europa      | Europa      | Total   | Total  |
| 2003–04   | Barcelona         | La Liga            | 18        | 1         | -            | -            | -               | -               | -           | -           | 18      | 1      |
| Italia    | Italia            | Italia             | Campionat | Campionat | Coppa Italia | Coppa Italia | Cupa Ligii      | Cupa Ligii      | Europa      | Europa      | Total   | Total  |
| 2004–05   | Internazionale    | Serie A            | 14        | 0         | 4            | 4            | -               | -               | 5           | 0           | 19      | 0      |
| Anglia    | Anglia            | Anglia             | Campionat | Campionat | FA Cup       | FA Cup       | League Cup      | League Cup      | Europa      | Europa      | Total   | Total  |
| 2005–06   | Tottenham Hotspur | Premier League     | 31        | 1         | -            | -            | -               | -               | -           | -           | 31      | 1      |
| 2006–07   | Tottenham Hotspur | Premier League     | 9         | 0         | -            | -            | 3               | 0               | 1           | 0           | 13      | 0      |
| Olanda    | Olanda            | Olanda             | Campionat | Campionat | KNVB Cup     | KNVB Cup     | Cupa Ligii      | Cupa Ligii      | Europa      | Europa      | Total   | Total  |
| 2006–07   | Ajax              | Eredivisie         | 11        | 1         | 3            | 0            | -               | -               | -           | -           | 15      | 1      |
| 2007–08   | Ajax              | Eredivisie         | 14        | 0         | -            | -            | -               | -               | -           | -           | 18      | 0      |
| Anglia    | Anglia            | Anglia             | Campionat | Campionat | FA Cup       | FA Cup       | League Cup      | League Cup      | Europa      | Europa      | Total   | Total  |
| 2010–11   | Crystal Palace    | Championship       | 6         | 0         | -            | -            | 1               | 0               | -           | -           | 7       | 0      |
| 2012–13   | Barnet            | League Two         | 28        | 1         | 1            | 0            | 0               | 0               | -           | -           | 29      | 1      |
| 2013–14   | Barnet            | Conference Premier | 8         | 0         | 1            | 0            | 0               | 0               | -           | -           | 9       | 0      |
| Țară      | Olanda            | Olanda             | 131       | 21        | 12           | 0            | -               | -               | 14          | 1           | 162     | 22     |
| Țară      | Italia            | Italia             | 192       | 8         | 38           | 5            | -               | -               | 56          | 2           | 286     | 15     |
| Țară      | Spania            | Spania             | 18        | 1         | -            | -            | -               | -               | -           | -           | 18      | 1      |
| Țară      | Anglia            | Anglia             | 69        | 2         | 1            | 0            | 4               | 0               | 1           | 0           | 75      | 2      |
| Total     | Total             | Total              | 410       | 32        | 51           | 5            | 4               | 0               | 71          | 3           | 541     | 40     |

### Internațional

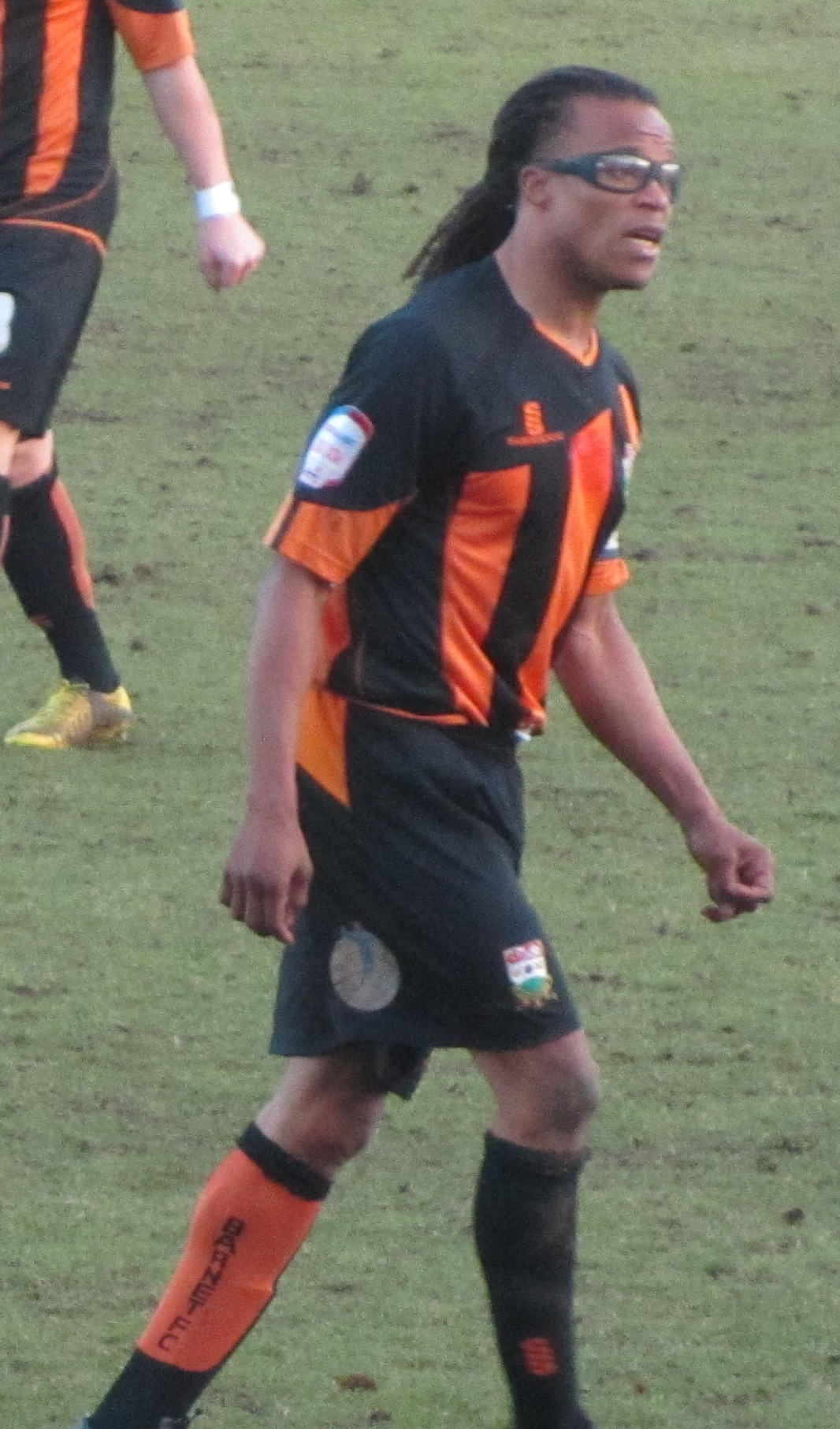
Edgar Davids evoluând pentru Barnet în 2013

Meciuri și goluri la echipa națională.
| Țările de Jos | Țările de Jos | Țările de Jos |
| An            | Meciuri       | Goluri        |
| ------------- | ------------- | ------------- |
| 1994          | 1             | 0             |
| 1995          | 4             | 0             |
| 1996          | 4             | 0             |
| 1997          | 0             | 0             |
| 1998          | 11            | 1             |
| 1999          | 6             | 3             |
| 2000          | 12            | 0             |
| 2001          | 6             | 0             |
| 2002          | 6             | 2             |
| 2003          | 9             | 0             |
| 2004          | 14            | 0             |
| 2005          | 1             | 0             |
| Total         | 74            | 6             |

### Goluri internaționale
| Gol | Data              | Stadion                             | Oponent    | Scor | Rezultat | Competiția                                           |
| --- | ----------------- | ----------------------------------- | ---------- | ---- | -------- | ---------------------------------------------------- |
| 1.  | 29 iunie 1998     | Stadium Municipal, Toulouse, Franța | Iugoslavia | 2–1  | 2–1      | Campionatul Mondial de Fotbal 1998                   |
| 2.  | 31 martie 1999    | Amsterdam Arena, Amsterdam, Olanda  | Argentina  | 1–0  | 1–1      | Meci amical                                          |
| 3.  | 4 septembrie 1999 | De Kuip, Rotterdam, Olanda          | Belgia     | 1–2  | 5–5      | Meci amical                                          |
| 4.  | 4 septembrie 1999 | De Kuip, Rotterdam, Olanda          | Belgia     | 2–2  | 5–5      | Meci amical                                          |
| 5.  | 21 august 2002    | Ullevaal Stadion, Oslo, Norvegia    | Norvegia   | 1–0  | 1–0      | Meci amical                                          |
| 6.  | 7 septembrie 2002 | Philips Stadion, Eindhoven, Olanda  | Belarus    | 1–0  | 3–0      | Preliminariile Campionatului European de Fotbal 2004 |

## Statistici antrenorat
La 27 aprilie 2014.
| Echipă | Început           | Sfârșit         | Rezultate | Rezultate | Rezultate | Rezultate | Rezultate |
| Echipă | Început           | Sfârșit         | MJ        | V         | E         | Î         | Win %     |
| ------ | ----------------- | --------------- | --------- | --------- | --------- | --------- | --------- |
| Barnet | 11 octombrie 2012 | 1 ianuarie 2014 | 36        | 13        | 9         | 14        | 36,11     |